# Shannon Scott
Shannon Scott (Alpharetta, Georgia, 21 de diciembre de 1992) es un jugador de baloncesto estadounidense que pertenece a la plantilla de los Cairns Taipans de la NBL Australia. Con 1,85 metros de estatura, juega en la posición de base. Es hijo del que fuera también jugador profesional Charlie Scott.

## Trayectoria deportiva

### Universidad
Tras disputar en 2011 el prestigioso McDonald's All-American Game, jugó durante cuatro temporadas con los Buckeyes de la Universidad Estatal de Ohio, en las que promedió 5,5 puntos, 2,7 rebotes y 3,7 asistencias por partido. En 2013 y 2014 fue incluido en el mejor quinteto defensivo de la Big Ten Conference.

### Profesional
Tras no ser elegido en el Draft de la NBA de 2015, se unió a los San Antonio Spurs para disputar las Ligas de Verano de la NBA. Posteriormente, el 21 de agosto firmó con Toronto Raptors para disputar la pretemporada, pero fue despedido en octubre tras dos partidos de preparación.
El 31 de octubre fichó por los Raptors 905 como jugador afiliado. Jugó una temporada en la que promedió 9,2 puntos y 5,7 asistencias por partido. El 24 de marzo de 2016 logró el primer triple doble de la historia de los Raptors, en un partido ante Westchester Knicks, en el que consiguió 24 puntos, 11 rebotes y 11 asistencias.
El 28 de septiembre de 2016, fichó por el Doxa Lefkadas B.C. de la A1 Ethniki griega.
El 24 de octubre de 2021, fichó por el Brose Baskets de la Basketball Bundesliga alemana.
El 12 de agosto de 2022 fichó por los Cairns Taipans de la NBL Australia.